# ایوان سنگی نیاق
در روستای نیاق از توابع قزوین صخره‌ای نسبتاً مرتفع قرار دارد که در دل این صخره حفره‌های بزرگ توسط عوامل طبیعی ایجاد شده‌است. در داخل برخی از این حفره‌ها حوضچه‌هایی مستطیلی شکل توسط ساکنان احتمالی حفر شده‌است. این حوضچه‌ها به هنگام بارندگی از آب باران پر می‌شود. ساکنان محلی بر این باورند که محمد حنفیه در بالای این ایوان قصری ساخته بوده‌است؛ که امروزه از این قصر به جز مخازن ذخیره غلات و حبوبات چیزی باقی نیست.
این ایوان که با اسم‌های دیگری چون «ایوان نیاق»، «دیوایوان» و «طاق محمد حنفیه» نیز شناخته می‌شود، در کنارش نیم طاقی طبیعی و زیبا به ارتفاع حدود ۱۰ متر قرار گرفته‌است که باعث شده جلوه بسیار زیباتری پیدا کند.

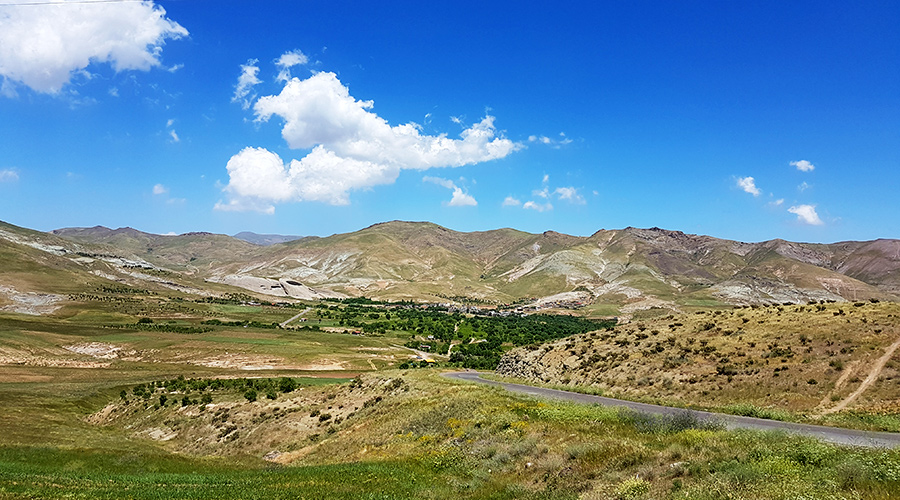
دورنمای روستای نیاق قزوین